# 450 км (зупинний пункт)
450 кіломе́тр — закритий пасажирський залізничний зупинний пункт Донецької дирекції Донецької залізниці на електрифікованій лінії Ясинувата-Пасажирська — Покровськ між станціями Ясинувата-Пасажирська (4 км) та Авдіївка (8 км). Розташовувався на південному сході міста Авдіївка Авдіївської міської ради Донецької області.
Через військову агресію Росії на сході Україні залізничне сполучення припинене.